# Жагоров, Наурызбек Дуйсенбайулы
Наурызбек Дуйсенбайулы Жагоров (каз. Наурызбек Дүйсенбайұлы Жағоров; род. 1 марта 1998, Атырау) — казахстанский футболист, полузащитник клуба «Тобол» Костанай и сборной Казахстана.

## Клубная карьера
Футбольную карьеру начал в 2016 году в составе клуба «Атырау». 26 августа 2016 года дебютировал в казахстанской Премьер-лиге в матче против талдыкорганского «Жетысу» (3:3).
В 2018 года перешёл в «Окжетпес».
В начале 2020 года подписал контракт с клубом «Экибастуз».

## Карьера в сборной
11 сентября 2018 года дебютировал за молодёжную сборную Казахстана в матче против молодёжной сборной Словении.

## Достижения
«Окжетпес»
- Победитель первой лиги: 2018

«Акжайык»
- Бронзовый призёр Первой лиги: 2019

«Атырау»
- Финалист Кубка Казахстана: 2024

## Клубная статистика
| Клуб               | Сезон              | Лига | Лига | Кубки | Кубки | Еврокубки | Еврокубки | Прочие | Прочие | Итого | Итого |
| Клуб               | Сезон              | Игры | Голы | Игры  | Голы  | Игры      | Голы      | Игры   | Голы   | Игры  | Голы  |
| ------------------ | ------------------ | ---- | ---- | ----- | ----- | --------- | --------- | ------ | ------ | ----- | ----- |
| Атырау             | 2016               | 2    | 0    | 0     | 0     | —         | —         | —      | —      | 2     | 0     |
| Атырау             | 2017               | 3    | 0    | 0     | 0     | —         | —         | —      | —      | 3     | 0     |
| Атырау             | Итого              | 5    | 0    | 0     | 0     | —         | —         | —      | —      | 5     | 0     |
| → Атырау М         | 2016               | 13   | 0    | —     | —     | —         | —         | —      | —      | 13    | 0     |
| → Атырау М         | 2017               | 22   | 12   | —     | —     | —         | —         | —      | —      | 22    | 12    |
| → Атырау М         | Итого              | 35   | 12   | —     | —     | —         | —         | —      | —      | 35    | 12    |
| Окжетпес           | 2018               | 28   | 1    | 1     | 0     | —         | —         | —      | —      | 29    | 1     |
| Окжетпес           | Итого              | 28   | 1    | 1     | 0     | —         | —         | —      | —      | 29    | 1     |
| → Окжетпес М       | 2018               | 3    | 2    | —     | —     | —         | —         | —      | —      | 3     | 2     |
| → Окжетпес М       | Итого              | 3    | 2    | —     | —     | —         | —         | —      | —      | 3     | 2     |
| Атырау             |                    |      |      |       |       |           |           |        |        |       |       |
| → Акжайык          | 2019               | 26   | 3    | —     | —     | —         | —         | 2      | 0      | 28    | 3     |
| → Акжайык          | Итого              | 26   | 3    | —     | —     | —         | —         | 2      | 0      | 28    | 3     |
| Экибастуз          | 2020               | 11   | 1    | —     | —     | —         | —         | —      | —      | 11    | 1     |
| Экибастуз          | Итого              | 11   | 1    | —     | —     | —         | —         | —      | —      | 11    | 1     |
| Акжайык            | 2021               | 4    | 0    | 2     | 0     | —         | —         | —      | —      | 6     | 0     |
| Акжайык            | Итого              | 4    | 0    | 2     | 0     | —         | —         | —      | —      | 6     | 0     |
| Всего за «Акжайык» | Всего за «Акжайык» | 30   | 3    | 2     | 0     | —         | —         | 2      | 0      | 34    | 3     |
| → Акжайык М        | 2021               | 1    | 1    | —     | —     | —         | —         | —      | —      | 1     | 1     |
| → Акжайык М        | Итого              | 1    | 1    | —     | —     | —         | —         | —      | —      | 1     | 1     |
| Атырау             | 2022               | 0    | 0    | —     | —     | —         | —         | —      | —      | 0     | 0     |
| Атырау             | 2023               | 12   | 0    | 4     | 0     | —         | —         | —      | —      | 16    | 0     |
| Атырау             | 2024               | 23   | 1    | 8     | 1     | —         | —         | —      | —      | 31    | 2     |
| Атырау             | Итого              | 35   | 1    | 12    | 1     | —         | —         | —      | —      | 47    | 2     |
| Всего за «Атырау»  | Всего за «Атырау»  | 40   | 1    | 12    | 1     | —         | —         | —      | —      | 52    | 2     |
| → Кыран            | 2022               | 21   | 4    | —     | —     | —         | —         | —      | —      | 21    | 4     |
| → Кыран            | Итого              | 21   | 4    | —     | —     | —         | —         | —      | —      | 21    | 4     |
| Всего за карьеру   | Всего за карьеру   | 169  | 25   | 15    | 1     | —         | —         | 2      | 0      | 186   | 26    |

### Выступления за сборную
| Сборная   | Год   | Отборочные матчи ЧМ | Отборочные матчи ЧМ | Отборочные матчи ЧЕ | Отборочные матчи ЧЕ | Лига наций УЕФА | Лига наций УЕФА | Товарищеские матчи | Товарищеские матчи | Итого | Итого |
| Сборная   | Год   | Игры                | Голы                | Игры                | Голы                | Игры            | Голы            | Игры               | Голы               | Игры  | Голы  |
| --------- | ----- | ------------------- | ------------------- | ------------------- | ------------------- | --------------- | --------------- | ------------------ | ------------------ | ----- | ----- |
| Казахстан | 2025  | 1                   | 0                   | −                   | −                   | −               | −               | 1                  | 0                  | 2     | 0     |
| Итого     | Итого | 1                   | 0                   | −                   | −                   | −               | −               | 1                  | 0                  | 2     | 0     |